# Gocław (Mazovie)
Pour les articles homonymes, voir Gocław.
Gocław (prononciation : [ˈɡɔt͡swaf]) est un village polonais de la gmina de Pilawa dans le powiat de Garwolin de la voïvodie de Mazovie dans le centre-est de la Pologne.
Il se situe à environ 4 kilomètres au nord de Pilawa (siège de la gmina), 14 kilomètres au nord-ouest de Garwolin (siège du powiat) et à 45 kilomètres au sud-est de Varsovie (capitale de la Pologne).
Le village possède approximativement une population de 805 habitants en 2006.

## Histoire
De 1975 à 1998, le village appartenait administrativement à la voïvodie de Siedlce.